# JS Shimokita (LST-4002)
JS Shimokita là tàu thuộc lớp Ōsumi thuộc biên chế của Lực lượng Phòng vệ trên biển Nhật Bản (JMSDF). Con tàu được đóng mới bởi Mitsui, Tamano và được đưa ra sử dụng vào ngày 12 tháng 3 năm 2002.
Trong năm 2016, trong khuôn khổ "Đối tác Thái Bình Dương 2016", tàu đã ghé thăm Việt Nam và Palau tổ chức các hoạt động y tế, giao lưu văn hóa,...。

## Thiết kế và thông số kỹ thuật
Globalsecurity.org ghi nhận trong báo cáo về lớp "Ōsumi" rằng "chương trình này có nguồn gốc từ một đề xuất cho một tàu sân bay nhỏ cho các mục đích phòng vệ và đối phó với bom mìn (MCM), nhưng điều này được cho là không được chấp nhận về mặt chính trị, và dự án đã được sửa lại như một chiếc tàu đổ bộ "(thực ra là" Tàu vận tải"). Sau đó, JMSDF quay trở lại ý tưởng với các tàu sân bay trực thăng với lớp tàu khu trục Hyuga.
Tàu được nâng cao khả năng vận tải của nó với một bãi đậu trực thăng lớn, tàu có một tháp điều khiển cao ở thượng tầng bố trí ở mạn phải cho thấy hình dáng của một tàu sân bay nhỏ mặc dù sân bay trực thăng chỉ bao gồm đuôi của tàu. Các thang máy nhỏ đi vào sân đỗ thấp hơn dành cho các phương tiện khác chứ không phải là trực thăng. Không có nhà chứa kín cho trực thăng và bất kỳ máy bay trực thăng nào cũng chỉ được neo trên sàn tàu.
Vào tháng 1 năm 2014, Bộ Quốc phòng Nhật Bản (MoD) đã xác nhận các báo cáo rằng sẽ tiến hành cải cách lớn cho các tàu đổ bộ của tàu chở dầu hạng nặng của Nhật Bản (LMS) của LMS, MV-22 Osprey]] s và Assault Amphibious Vehicle (AAV7s) để cải thiện khả năng đổ bộ. Bộ Xây dựng đã phân bổ 20 triệu JPY (190.000 USD) vào ngân sách năm tài chính 2014 để tiến hành nghiên cứu về việc sửa lại.